# 上海市邮政管理局
上海市邮政管理局（Shanghai Municipal Postal Administration），是中华人民共和国上海市的副地厅级邮政监管机构，由国家邮政局和上海市人民政府双重管理、以国家邮政局管理为主，负责上海市内的邮政（含快递行业）行政管理。
2006年9月6日，根据国务院邮政体制改革方案分别设立上海市邮政管理局和中国邮政上海市分公司；2012年，根据国务院办公厅相关规定，管理体制由垂直管理调整为双重管理。

## 主要职责
- 贯彻执行国家关于邮政业管理的法律法规、方针政策和邮政服务标准
- 监督管理本市邮政市场
- 组织协调本地区邮政普遍服务和机要通信等特殊服务的实施
- 承办国家邮政局交办的其他事项[3]

## 机构设置
根据有关规定，上海市邮政管理局内设机构和派出机构均为正处级，局机关编制人数25名，各派出机构编制人数均为10名，设置下列机构：

### 内设机构
- 办公室
- 政策法规处
- 普遍服务处（机要通信处）
- 市场监管处
- 人事处
- 党建办公室（纪检办公室）

### 派出机构
- 浦东邮政管理局（管辖浦东新区）
- 黄浦邮政管理局（管辖黄浦区、虹口区、杨浦区和长宁区）
- 宝山邮政管理局（管辖宝山区、静安区和崇明区）
- 青浦邮政管理局（管辖青浦区、嘉定区和普陀区）
- 松江邮政管理局（管辖松江区、闵行区和徐汇区）
- 奉贤邮政管理局（管辖奉贤区和金山区）

### 主管社会团体
- 上海市集邮协会
- 上海市快递行业协会[5]